# Римская республика
Ри́мская респу́блика (лат. Res publica Populi Romani «Общее дело народа Рима») — историческая эпоха Древнего Рима (509—27 года до н. э.) между царством и империей. Государственно-политический строй Республики совмещал демократические, аристократические и монархические (в традициях предшествовавшей царской эпохи) элементы.

## Периодизация истории Римской республики
1. Ранняя республика (509—287 годы до н. э.)
2. Средняя (классическая) республика (287—133 годы до н. э.)
3. Поздняя республика (133—27 годы до н. э.)

## История Римской республики

### Истоки республики
Древнейшая территория, принадлежавшая римлянам, была невелика: жрецы «полевого братства» (fratres arvales), существовавшего ещё в эпоху царей, ежегодно совершали в празднество амбарвалий торжественный обход римского поля, и этот обход совпадал, очевидно, с древнейшей границей римской территории; она простиралась на 5 римских миль (1000 шагов) на правом берегу Тибра или к западу, на 6 миль на левом берегу реки (к востоку), на 5 миль к югу, по направлению к Альбе-Лонге, и на 2 мили к северу. После поглощения Римом нескольких подгородных общин и завоевания — ещё в царскую эпоху — городов Габий и Фидены, римская территория (ager Romanus) была равна примерно 870 км². При последних царях римлянам удалось основать несколько колоний (Сигнию и порт Цирцеи), поставить под контроль устье Тибра с его соляными разработками, а также перебросить мост через реку. Завоевания сопровождались основанием колоний. На юге римляне опирались на соплеменную им и союзную федерацию латинских городов; на севере против Рима выступали могущественные, управлявшиеся царями этрусские города, составлявшие слабую форму федерации; на востоке шла вражда с родственными горными племенами: сабинянами, вольсками и эквами, делавшими набеги на плодородную римскую Кампанью. Поначалу будучи обыкновенным городом Италии, к концу царской эпохи Рим занял доминирующее положение в Лации, что не могло не сказаться на отношениях с латинами. От основания Республики до полного завоевания Италии прошло 240 лет. Первая половина этой эпохи прошла в мелких стычках с соседями. Середина этой эпохи отмечена завоеванием римлянами города Вейи (396 до н. э.). Могущество Рима вслед за этим было сильно потрясено вторжением галлов и сожжением Рима, но город скоро оправился и в один с небольшим век успел подчинить себе всю Италию в старом смысле этого слова, то есть за исключением долины По и приальпийских областей, причислявшихся тогда к Галлии.

### Войны Рима в V веке до н. э.
После изгнания из Рима последнего царя (Тарквиния Гордого) усиливается активность этрусков. Для оказания помощи Тарквинию этрусский царь Порсена, надеясь на поддержку римского плебса, осадил Рим. На помощь Риму пришли латины и кампанские греки (старые враги этрусков). Вместе они нанесли поражение Порсене в битве при Ариции (508 год до н. э.). Борьба с Порсеной привела к образованию Арицианской конфедерации восьми латинских городов, возглавляемой выборным диктатором.
В дальнейшем отношения Рима с латинами ухудшились и вылились в Первую латинскую войну, закончившуюся в 493 году до н. э. подписанием мира, в соответствии с которым Рим обязался не вмешиваться в их внутренние дела, предоставлять им военную помощь и делиться добычей, а также вступал с ними в союз. Необходимость этой меры диктовалась общей для римлян и латинян опасностью со стороны вольсков, эквов, герников и сабинян. Войны с ними шли с переменным успехом, и победы удалось добиться, только когда к римско-латинскому союзу примкнули герники (80-е годы V века до н. э.).
Соперничество Рима с могущественным этрусским городом Вейи за контроль над соляными месторождениями (и союзными им Фиденами) продолжалось на протяжении всего V века до н. э. и завершилась вначале захватом Фиден (435 год до н. э.), а затем и падением самих Вей, последняя война с которыми длилась 10 лет (406—396 годы до н. э.).

### Завоевание Италии (340—268 годы до н. э.)
Рим стал слишком могущественным и использовал Латинский союз лишь в качестве орудия для своей политики, латиняне же добивались более влиятельной роли. Из-за недавно совершившейся сделки между патрициями и плебеями, по которой последним было предоставлено одно консульское место, латиняне потребовали и себе также одно консульское место и доступ в римский сенат. Римляне отвергли это притязание и, сокрушив несколькими сильными ударами латинскую федерацию, поставили отдельные латинские города в полную от себя зависимость (340 год до н. э.). Ещё до Второй Латинской войны римляне имели столкновение с самнитами, горцами южной Италии, желавшими подчинить себе богатое побережье этой области, с её греческими городами. За обладание Неаполем разгорелась Вторая Самнитская война (326—304). Видя перевес римлян, этруски, а также прочие горцы средней Италии пришли на выручку самнитянам. Рим вынужден был воевать на два фронта, но превосходство его государственной организации, неистощимость военного ополчения и доблесть военных вождей обеспечили его победу.
Ещё раз взялись самниты за оружие в 298—290 годах до н. э., задыхаясь в кольце римских крепостей и военных дорог; к ним на помощь снова пришли этруски, умбры, галлы восточной Италии — но опять победа осталась на стороне Рима. Сохранили независимость лишь греческие города южной Италии, призвавшие на помощь эпирского царя Пирра. Покорение греческих земель в Италии стало третьим этапом в завладении этой страной. Римский легион победил македонскую фалангу, только что победившую Азию, победил её несмотря на помощь Азии в виде грозных слонов; в 272 году до н. э. сдался гарнизон Пирра в Таренте, взятием в следующем году Региума завершилось завоевание римлянами Италии.

### Первая Пуническая война(264—241 годы до н. э.)
Но второй концентрический круг ещё не был вполне замкнут: в виду итальянского берега, отделённая от него нешироким проливом, простиралась Сицилия, с её богатыми городами и плодородными нивами, за обладание которыми боролись эллинские города Великой Греции и карфагеняне. Римляне, как властелины Италии, не могли оставаться равнодушными зрителями этой борьбы. Они высадились на Сицилии и вступили в эпоху пунических войн, то есть вошли в третий концентрический круг, сложившийся из областей, составлявших побережье Средиземного моря. Борьба между сицилийскими колониями греков и Карфагеном была борьба двух цивилизаций, как и в Средние века, когда за Сицилию боролись византийцы и сарацины.
Римляне раньше находились в дружественных отношениях с карфагенянами, о чём свидетельствуют многочисленные торговые договоры. Теперь между интересами обоих народов неизбежно должен был сказаться антагонизм. Помощь, оказанная Римом римской партии в Мессане, вызвала первую пуническую войну, продлившуюся 24 года. Могущественные Сиракузы перешли на сторону римлян; римское крестьянское ополчение, дисциплинированное в легионах, неоднократно побеждало отряды искусных греческих наёмников, под командой карфагенских вождей. Но Карфаген, как морская держава, мог быть побеждён только на море — и римляне скоро научились этому, превратив, с помощью изобретённых Дуилием абордажных мостов, морскую битву в сухопутную. Не довольствуясь победами в Сицилии, римляне уже в первую войну снарядили экспедицию в Африку, угрожая самому Карфагену. Опыт не удался, но результатом войны было для римлян обладание Сицилией — первой римской провинцией. В 238 году до н. э., воспользовавшись восстанием наёмников в Карфагене, римляне отобрали у поверженного врага Сардинию и аннексировали Корсику.
Наступило краткое затишье: в 235 году до н. э. был даже закрыт храм Януса на форуме — редкий признак полного мира. Римляне занялись усмирением морского разбоя иллирийцев на Адриатическом море и колонизацией пограничной с Галлами области; это встревожило галлов и вызвало войну, во время которой римляне, в 222 году до н. э., взяли Милан, укрепились на реке По и положили начало превращению Галлии цизальпинской в северную Италию.

### Вторая Пуническая война(218—202 годы до н. э.)
Первая Пуническая война была собственно разграничением сфер влияния обоих соперников. После войны каждый из них старался укрепиться и расшириться в предоставленной ему сфере: римляне — на островах и в Италии, карфагеняне — в Испании, на берегах которой давно уже существовали финикийские колонии. Опираясь на эти города, знаменитая семья полководцев и политиков, Баркидов — Гамилькар, его зять Гасдрубал и сыновья Ганнибал, Гасдрубал и Магон — совершили завоевание страны на юге от Эбро, сплотили иберийские племена в сильное военное государство, с боевым войском и полной казной, представлявшее собой для Карфагена более надёжный оплот, чем армии наёмников, всегда склонные к неповиновению и мятежу.
В 221 году до н. э. власть над Испанией перешла к 26-летнему Ганнибалу, который с африканской страстностью воплотил в себе вражду против Рима. Он принялся завершать в Испании дело, которое римляне завершали в Италии — объединение страны, — и двинулся на Сагунт, чтобы завладеть северной Испанией. Сагунт обратился за помощью к Риму. Римляне вступились сначала за своего нового клиента дипломатическим путём и потребовали у Карфагена выдачи Ганнибала, но Сагунт пал — и война стала неизбежна.
Вторая пуническая война — несомненно самый драматический эпизод древней истории. Она привлекла к себе внимание греческих историков, из которых Полибий дошёл до нас частью в оригинале, частью в пересказе Ливия; она же вызвала первого римского историка, как первая пуническая война — первый римский эпос (Невия). Драматизм её обусловливается не только тем, что она, подобно персидским войнам, являлась роковой борьбой двух рас за существование, но, главным образом, личностью и судьбой главного героя. Смелый военный план молодого полководца, его переход с кавалерией и слонами через два снеговых хребта — Пиренеи и Альпы, блестящие победы при Требии, при Тразименском озере и при Каннах; 16-летняя выдержка Ганнибала среди самых затруднительных обстоятельств, трагическая судьба Гасдрубала и Магона, пришедших к нему на помощь, вынужденное возвращение в Африку для защиты Карфагена, поражение при Заме, изгнание и скитание на чужбине, как жертвы римской ненависти — все это настолько привлекает внимание, что заслоняет реальную подкладку войны.
Первая Пуническая война не сломила могущества Карфагена, и новое столкновение было неизбежным. В 237 году до н. э. карфагеняне послали в Иберию (Испанию) Гамилькара Барку, который, собрав сильную армию и воспользовавшись войнами Рима с галлами и иллирийцами, завоевал восточное побережье Иберийского (Пиренейского) полуострова. После гибели Гамилькара в 228 году до н. э. его дело продолжили его зять Гасдрубал (убит в 220 году до н. э.), а затем сын Ганнибал. Стремясь ограничить экспансию карфагенян, римляне добились от них в 226 году до н. э. обязательства не распространять свои владения к северу от реки Ибер (совр. Эбро).
В 219 году до н. э. Ганнибал захватил союзный Риму иберийский город Сагунт. В ответ римский сенат объявил Карфагену войну. В 218 году до н. э. неожиданно для римлян Ганнибал совершил труднейший переход из Северной Иберии через Альпы в Италию и разбил две римские армии на реке Тицин (совр. Тичино) и на реке Требия; его поддержали лигурийские и галльские племена. Установив контроль над Северной Италией, Ганнибал в 217 году до н. э. вторгся в Центральную Италию; весной 217 года до н. э. он нанёс жестокое поражение консулу Гаю Фламинию у Тразименского озера, но затем двинулся не на Рим, а в Апулию, рассчитывая привлечь на свою сторону италийские общины. Однако италики в своём большинстве остались верны Риму.
Положение Ганнибала осложнилось, когда римляне избрали диктатором Фабия Максима, который применил новую тактику — он избегал генерального сражения и изматывал противника в мелких стычках. Но в 216 году до н. э. римляне отказались от тактики войны на истощение и в июне 216 года до н. э. консул Теренций Варрон дал карфагенянам решительную битву при Каннах. Он потерпел страшное поражение, в результате многие города в Бруттии, Лукании, Пицене и Самнии, а также второй по величине город в Италии Капуя перешли на сторону Ганнибала; в союз с Карфагеном вступили Македонское царство и Сиракузы.
В столь тяжёлых условиях Рим мобилизовал все свои силы; ему удалось предотвратить потерю значительной части италийских союзников и собрать новую армию. Стремясь отвлечь карфагенян от Италии, римляне открыли новые фронты в Испании и на Сицилии. Тем не менее до конца 210-х годов до н. э. они не смогли добиться значительных успехов. В Италии Ганнибал в 213 году до н. э. сорвал попытку римлян овладеть Капуей, а в 212 году до н. э. одержал несколько побед в Лукании и Апулии и захватил крупнейший южноиталийский порт Тарент. В Испании римское войско, хотя и одержало в 214—213 годах до н. э. ряд побед, в 212 году до н. э. было полностью уничтожено Гасдрубалом, братом Ганнибала, в битве на р. Эбро. Более успешно римляне действовали на Сицилии, где консул Клавдий Марцелл в 212 году до н. э. взял Сиракузы.
Перелом в пользу римлян произошёл в 211 году до н. э., когда они овладели Капуей; этому не помешал демонстративный поход Ганнибала на Рим («Ганнибал у ворот!»). В 210 году до н. э. в Испанию был отправлен Корнелий Сципион Старший, который в 209 году до н. э. взял Новый Карфаген, центр карфагенских владений на Пиренейском полуострове. В том же году в Италии Фабий Максим вернул под власть Рима Тарент. В 207 году до н. э. римляне разгромили у Сены Галльской войско, которое Гасдрубал привёл из Испании на помощь Ганнибалу. В 206 году до н. э. карфагеняне были вынуждены окончательно очистить Испанию.
Весной 204 года до н. э. Сципион высадился в Северной Африке, а в 203 году до н. э. разбил карфагенян на Великих равнинах, что заставило карфагенские власти отозвать Ганнибала из Италии. В 202 году до н. э. при поддержке нумидийского царя Масиниссы Сципион одержал решающую победу над Ганнибалом при Заме. В 201 году до н. э. Карфагену пришлось принять тяжёлые условия мира: он уступил римлянам Испанию и все свои островные владения в Средиземном море, передал им почти весь флот, обязался выплатить в течение пятидесяти лет огромную контрибуцию и не вести войн без согласия римского сената. В результате Второй Пунической войны Рим стал гегемоном Западного Средиземноморья, а Карфаген утратил значение великой державы, лишившись всех своих владений, за исключением самого города и его окрестностей.

### Третья Пуническая война(149—146 годы до н. э.)
В 146 году до н. э. был разрушен Карфаген. Как велика была в Риме ненависть к Карфагену среди поколения, помнившего опустошение Италии и страх перед Ганнибалом — об этом свидетельствует знаменитая фраза, которую постоянно повторял Катон: «а впрочем, я полагаю, что Карфаген должен быть разрушен». Карфаген полвека добросовестно исполнял договор с Римом, но, выведенный наконец из терпения беспрестанными захватами карфагенской земли со стороны Массиниссы и не находя защиты и справедливости у Рима, выставил войско против нумидийца. Римляне увидели в этом нарушение договора, воспрещавшего карфагенянам вести войну без разрешения Рима, и под этим предлогом потребовали полного разоружения Карфагена, а когда это было исполнено, то повелели разрушить город и переселить жителей на другое место, вдали от моря. Тогда последовала трёхлетняя героическая оборона города, окончившаяся полным его разрушением. На месте Карфагена и его прежних владений была образована новая римская провинция «Африка».

### Завоевания на востоке
Скоро римская экспансия распространилась и на восточную, греческую половину Средиземного моря, где ими уже были захвачены остров Керкира (совр. Корфу) и города Аполлония и Эпидамн на восточном берегу Адриатики. Между монархиями, образовавшимися из державы Александра Великого, две были способны к воинственной политике — Македония и Сирия. Филипп V Македонский, увлечённый победами Ганнибала, стал поддерживать его, но вяло, и ещё до поражения Карфагена заключил с римлянами мир. Теперь он в союзе с Антиохом воевал с Египтом и его союзниками Пергамом и родоссцами, дружившими с римлянами. Последние потребовали от Филиппа уступки всего, что он отнял у их союзников.
В 197 году до н. э. консул Тит Квинкций Фламинин нанёс Филиппу поражение у Киноскефал. Филипп смирился, но Антиох, незадолго пред тем воевавший на берегах Инда, вступил со своим войском в Европу. При Фермопилах он был обойдён с тыла консулом Глабрионом, а затем, вернувшись в Азию, разбит в 190 году до н. э. Сципионами (Луцием и Публием) при Магнезии, близ Сард. Антиох сильно поплатился деньгами и землями в Малой Азии; последних римляне предоставили своим союзникам, а многим городам возвратили самостоятельность.
Вообще римляне неохотно вступали в непосредственное обладание владениями на чуждом им греческом Востоке. Это особенно ясно обнаружилось по отношению к Македонии. Новый царь её, Персей, вновь поднял меч против римлян; он был разбит Эмилием Павлом при Пидне в 168 году до н. э. и взят в плен. Римляне уничтожили Македонское царство, но страной не завладели, а разделили её на четыре самостоятельные, разобщённые в правовом отношении федерации. Вместе с тем они, однако, приблизились к Македонии, обратив страну царя Гентия, союзника Персея (между Эпиром и Далмацией), в провинцию Иллирикум. Когда 17 лет спустя македонцы восстали, под знамёнами самозванца Андриска, выдававшего себя за сына Персея, римляне обратили и Македонию в провинцию — первую на греческой почве. Тогда же настал час и для Греции, принявшей участие в восстании. Страшное разграбление и разорение Коринфа Муммием ознаменовало собою начало непосредственного владычества римлян над Афинами и Спартой.

### Эпоха реформ
Римские патриоты рано отметили наступавшее извращение нравов и грозившие в будущем бедствия. Весь второй век может быть назван эпохой реформ и разделён в этом отношении на две половины. Первая из них отмечена консервативным настроением, стремлением возвратить доброе старое время, воспрепятствовать отступлению от идеалов старины. Представителем этой эпохи можно считать Катона Старшего, недаром прозванного цензором. Представителем второй эпохи является Тиберий Гракх, с его системой государственных нововведений, которые должны были преобразовать политический и экономический быт не только римлян, но и италиков, и перенести центр тяжести из сената в трибунат.
Главную роль в первую эпоху играют законы против роскоши, мелочные, придирчивые и бесплодные. Уже законы XII таблиц ограничивали роскошь при сожжении покойников. Ряд новых законов начинается с Lex Oppia 215 года до н. э., воспрещавшего женщинам носить золотые украшения весом более чем полунции. За этим следуют закон Орхия, ограничивавший число (183 год до н. э.), и Фанния (161 год до н. э.), определявший с точностью, сколько дозволялось римской хозяйке тратить на обед и сколько раз в месяц она могла отступать от нормы. Более сильным ударом, направленным против римской женщины, был закон Вокония, горячо поддержанный Катоном. Он лишал женщину права, если она была единственной дочерью, получить более половины отцовского наследства, а если у неё были братья — права получить более ценза первого класса, то есть 250 000 ассов. Большего труда стоили Катону многочисленные политические процессы, которые он неутомимо вёл до глубокой старости против полководцев, обманывавших сенат, грабивших казну или разорявших провинции. Весьма нередко такие процессы были и для честного Катона лишь средством партийной борьбы.
Эпоху серьёзных реформ можно считать начавшейся со 149 года до н. э., года проведения трибуном Кальпурнием Пизоном (историком) закона de pecaniis repetundis. Это была первая государственная мера для ограждения провинциалов от грабежа и вымогательства правителей. В прежнее время провинциалы не всегда находили защиту у сената; если он и принимал их жалобу и назначал для разбора её особую комиссию, то преследование виновного зависело от произвола судей. Законом Пизона назначалась постоянная судебная комиссия (quaestio perpetua) по делам о вымогательстве. Для этой цели ежегодно составлялся список (album) избранных из среды сената судей, в числе 100 человек, из которых избирался трибунал в 32 члена, под председательством претора; этому суду обвинитель и предъявлял свой иск об истребовании денег. Сначала этот суд имел чисто гражданский характер, но рядом дальнейших законов он был усовершенствован и преобразован в государственно-правовом смысле.
Неправильно взятые деньги стали взыскиваться вдвое: половина взысканного возвращалась пострадавшим, а другая служила пеней и придавала решению суда карательный характер. Вместе с тем стали расширяться и функции самого суда: можно было жаловаться не только на вымогательства, но также на жестокое обращение и, наконец, даже обвинять в дурном управлении провинцией (crimen male administratae provinciae). Против другого недуга тогдашнего Рима — оскудения оседлого крестьянства — была направлена реформа трибуна 133 года до н. э., Тиберия Гракха. Свободных земель в Италии для наделения ею граждан не было; Гракх предложил, поэтому, воспользоваться той частью общественной земли, которая была занята частными лицами на праве владения (possessio), а не собственности (dominium). Право владения общественной землёй было ограничено 500 югерами (126 га), а для отцов семейства, имевших двух сыновей и более — 1000 югерами. Излишек земли предназначался Тиберием для наделения безземельных граждан участками в 30 югеров (7,5 га), не подлежавшими продажи или отчуждению и обложенными податью. Остававшиеся у владельцев 500 югеров обращались в полную их собственность; по-видимому, им сначала предполагалось выдать, кроме того, особое вознаграждение.
С правовой точки зрения против плана Тиберия Гракха ничего нельзя было возразить; самый проект его в традиционной истории выставляется как простое возобновление тождественных с ним законов Лициния и Секстия, изданного за 234 года перед тем (в последнее время, впрочем, критикой заподозрен здесь анахронизм). За Гракха высказался знаменитый юрист того времени, главный понтифик Муций Сцевола. Больше возражений можно было сделать против закона с точки зрения справедливости, так как многие участки перешли в руки новых владельцев путём продажи и на многие из них были затрачены владельцами большие капиталы — для построек, орошения и т. п. Во всяком случае проект Тиберия нарушал интересы многих оптиматов и потому встретил сильное противодействие со стороны сената. Другой трибун Октавий, наложил на него вето; Тиберий умолял своего товарища отказаться от сопротивления, но напрасно. Тогда Тиберий поднял вопрос, может ли трибун, избранный для блага народа, оставаться трибуном, если он действует в ущерб народу — другими словами, может ли быть лишён своего звания неприкосновенный трибун? Комиции согласились с Тиберием: Октавий был устранён и закон Тиберия принят народом. Была также избрана комиссия из 3 лиц (trium virum) для проведения на практике закона; в число их вошёл и Тиберий, со своим братом Гаем. Но Тиберий встретил сильное сопротивление, когда стал добиваться — вопреки обычаю — трибунской должности на следующий год. В день выборов толпа сенаторов, решившихся «спасти республику», напала на приверженцев Тиберия, при чём он был убит.
Скудость наших сведений не даёт возможности судить; скольких граждан закон Тиберия наделил землёй. Политические последствия его мероприятий нам виднее: он открыл эру аграрных законов и борьбы между форумом и сенатом и противопоставил принцип абсолютного народовластия принципу неприкосновенности и самостоятельности магистратов. Десять лет спустя сделался трибуном брат Тиберия, Гай, несмотря на интриги сената. От Тиберия, с его мягким нравом, Гай отличался большой страстностью, которая выражалась даже во внешних приёмах его ораторского таланта: он первый в Риме внёс в ораторскую речь ту живость телодвижений, которая отличает итальянцев. Ему удалось быть трибуном два года подряд и за это время он предложил целый ряд законопроектов. Из них четыре имеют боевой характер.
- Lex de abactis лишала права занимать какую-либо должность того, кто был удалён от магистратуры по постановлению народа; этот проект усиливал авторитет народного собрания по отношению к должностным лицам и в то же время был специально направлен против Октавия, добивавшегося консульства, но был взят назад Гаем, по просьбе матери.
- Lex ne quis injussu populi judicaretur должна была служить гарантией для граждан против таких насилий со стороны консулов и сената, каким подверглись приверженцы Тиберия Гракха.

Более общее значение имели два закона, направленные к ограничению влияния сената. Этому учреждению принадлежало право распределять провинции между состоявшими в должности консулами и преторами, и оно пользовалось им для усиления своего влияния на магистратуру, назначая преданным ему лицам наиболее выгодные провинции.
- В виду этого lex de provinciis consularibus Гая Гракха обязывала сенат определить наперёд, до избрания новых консулов, те провинции, куда он предполагал послать их.
- Lex judiciaria выдвигала против сената новую капиталистическую аристократию, предоставив судебную власть в процессах против провинциальных магистратов всадникам, вместо сенаторов.

Другой ряд законов имел целью прийти на помощь римскому демосу. Сюда относится аграрный закон, о содержании которого мы не имеем сведений, и закон de re militari, сокращавший срок военной службы и установлявший выдачу солдатам амуниции за счёт казны. Наиболее роковой по своим последствиям была lex frumentaria, предоставлявшая римским гражданам платить за хлеб из общественных магазинов по 61/3 асса за модий, то есть получать его за полцены. На этот закон нужно прежде всего смотреть, как на боевую меру; с его помощью трибун привлекал на свою сторону столичный пролетариат, не заинтересованный аграрными законами и выдавший Тиберия Гракха. С римской точки зрения этот закон представляется вполне справедливым.
Рим смотрел на завоёванные им провинции, как на свои поместья (praedia populi Romani), и почти все классы римских граждан извлекали оттуда выгоды: нобилитет — управляя провинциями, всадники — занимаясь в них откупами, простые граждане — служа в легионах и обогащаясь военной добычей. Лишь столичный пролетариат, свободный от воинской повинности, не участвовал в дележе общей добычи; единственное средство предоставить ему некоторую в ней долю и заключалось в продаже ему привозимого из провинций хлеба за более дешёвую цену. Но эта мера, превращавшая самодержавную толпу в предмет общественного призрения, открывала эпоху роковой для Рима политики (panem et circenses); она привлекала в Рим все новые толпы пролетариев и отдавала его в руки демагогов, и затем, честолюбивых генералов. Дальновидным реформатором является Гай Гракх в следующих трёх предложенных им мероприятиях.
Римляне издавна отличались как строители дорог. Построенными ими дорогами, следы которых сохранились до наших дней, они, как железными обручами, закрепили за собой свои владения в Италии и в провинциях. Проведённая Гаем Гракхом lex viaria проектировала, по-видимому, целую систему новых дорог, предоставляла в его распоряжение, как строителя, громадные денежные средства и давала ему возможность применять вдоль новых дорог его аграрный закон и создавать новые поселения Римских граждан в Италии.
Ещё далее шёл его закон о выведении 12 римских колоний в провинции, в частности, одной — Юнонии — на место разрушенного Карфагена. В Италии больше не было свободного места для колонии. Между тем западные и южные провинции нуждались в римских колонистах. Гай Гракх своим предложением наполнял бездну между Римом и провинциями и полагал основание плодотворной колонизационной политике, осуществлённой империей.
Ещё более опасна была бездна между римлянами и италиками. Как бы предвидя бедствие, обрушившееся 40 лет спустя на Италию, Гай Гракх предложил дать союзникам права римского гражданства. Сенатская партия с ожесточением боролась против двух последних мероприятий. Против закона о колониях она выставила трибуна Ливия Друза, пытавшегося привлечь народ на свою сторону неосуществимым предложением вывести колонии в Италию, а также жрецов, пугавших народ мнимыми предзнаменованиями роковых бедствий, если ненавистная богам земля Карфагена будет заселена римскими гражданами. Чтобы помешать уравнению италиков с римлянами, сенатская партия возбуждала эгоизм последних, пугая их, устами консула, что италики заберутся на их места в цирке и съедят предназначенный для них хлеб.
Гай Гракх вновь не был избран в трибуны. Вопрос об отмене колонии Юнонии распалил страсти. Случайное насилие ликтора вызвало кровавое столкновение, после которого Гай Гракх бежал из Рима и приказал рабу нанести ему смертельный удар. Деятельность аграрной комиссии была приостановлена, владельцам выделенных наделов разрешено отчуждать их. Но 3 года спустя после смерти Гая Гракха была выведена первая римская колония вне Италии — нынешний Нарбонн в Южной Франции. Эпоха реформ закончилась и обнаружила, что Рим, как выразился Ливий, был «одинаково неспособен выносить как пороки, которыми он страдал, так и средства их врачевания». Между сенатом и форумом разгорелась непримиримая борьба. Сенат заглушил насилием партию реформы и вслед за этим проявил в деле Югурты свою подкупность и правительственную неспособность. Форумом завладели демагоги, которым идеи Гракхов послужили средством для политической борьбы. Водворилась смута, среди которой стала нарождаться новая власть.

### Марий, военный реформатор (107—100 годы до н. э.)
Эпоха в 90 лет от смерти Гая Гракха до победы Августа может быть лучше всего характеризована словами Светония о предзнаменовании в Риме, которым предвещалось, что «природа готовит Римскому народу царя»: regem populo romano naturam parturire.
Зарождение императорской власти
В этом подготовлении империи, которое составляет господствующую черту последнего века до н. э., можно отметить четыре момента, олицетворяемые четырьмя историческими личностями.
Первый момент представляет собой одновременное появление демагога и генерала, не желающего быть под рукой сената, и союз между ними, предвещающий то слияние трибунской власти (potestas) с «империумом» консула, которое составило основу императорской власти. Трибун 100 года до н. э., Апулей Сатурнин, возобновляет на всех пунктах политику Гракхов, превращая её в простое орудие личного честолюбия: он проводит закон аграрный, закон фрументарный, в силу которого модий пшеницы выдавался гражданам за 5/6 асса, то есть почти даром, закон колониальный и закон о величии Римского народа (de majestate), доводивший до крайности идею народовластия и обративший её в средство истреблять противников политическими процессами. Этот закон был предвестником основанных на доносах политических процессов времён империи. Аграрный закон Сатурнина имел целью наградить землёй солдат Мария, победивших кимвров и тевтонов. В лице Мария войско и его полководец выступают в Римской истории в новой роли.
Оскудение крестьянства и убыль в людях от поражений римских легионов германскими варварами побудили Мария принимать на военную службу пролетариев: преобразованный военный строй придал легиону большую сплочённость, символом которой является серебряный орёл; продолжительность походов теснее связала легионы с полководцем. Сам Марий, под влиянием страха, внушённого Риму кимврами и тевтонами, был избираем 4 раза подряд консулом; честолюбие «нового человека» (homo novus) разыгралось, и в 100 году до н. э. он стал добиваться, в союзе с Сатурнином, шестого консульства. Скоро, впрочем, Марий, робкий в сенате, отступился от своих союзников, а с их смертью от руки враждебной им партии, кончилась, на время, и политическая роль Мария.

### Диктатура Суллы (83—80 годы до н. э.)
Гражданская война возобновилась 12 лет спустя, и опять в союзе с трибунами. Союзническая война дала возможность Марию снова отличиться; он выступил после неё соперником консула Суллы, которому поручена была война против Митридата. С помощью трибуна Сульпиция Руфа, Марий одержал верх, но Сулла не захотел уступить ему команду и повёл своё войско на Рим. Процесс отчуждения римского войска от народа завершился: впервые в Римской истории войско отказывается повиноваться народному собранию и занимает Рим как неприятельский город. Марий и его приверженцы принуждены были бежать, но после отплытия Суллы в Азию они снова завладели Римом; Марий стал в седьмой раз консулом и над сенатской партией разразилась первая проскрипция.
Победив Митридата, Сулла побеждает в Италии своих врагов, подвергает их, в свою очередь, проскрипции, разоряет целые города, чтобы населить их своими солдатами, и захватывает неограниченную власть над Римом, в звании пожизненного (perpetuus) диктатора (81 год до н. э.). Сулла олицетворяет собой второй момент в возникновении императорской власти. Войско сыграло в его лице решающую роль в судьбе Рима: империй над войском обратился в империй над республикой, и даже не в обычной форме Римской магистратуры.
Но Сулла ещё не ищет императорской власти; вынужденный захватить власть, он оставляет её при первой возможности и удаляется в частную жизнь. Мало того: он пользуется своей властью, чтобы укрепить республику на более прочных основах. Сулла принадлежал к сенатской партии, он возвысился в борьбе с партией форума; естественно, что он поставил сенат в центре Римского политического строя. Виновниками всех политических потрясений в Риме за последние 50 лет являлись трибуны; их роль Сулла и хотел свести до первоначальной незначительности. Он поставил их в полную зависимость от сената; они не только должны были заручиться дозволением сената, чтобы внести какое-либо предложение (рогацию) в народное собрание, но могли быть избираемы только из числа сенаторов и лишались права занимать после трибуната курульные должности претора и консула. Эти ограничения трибуната были, вместе с тем, и ограничениями в интересах сената трибутных комиций.
Сенат, пострадавший от проскрипций, был пополнен всадниками и доведён до 600 человек; ему было возвращено право, отнятое у него Гаем Гракхом, составлять судебное присутствие в процессах над провинциальными магистратами. Ограничивая судебную деятельность комиций, Сулла организовал, наподобие quaestio perpetua de pecunio repetundis, постоянные суды по разным другим преступлениям (de sicariis et veneficis), чем расширил судебную деятельность сенаторов. Чтобы обеспечить приток свежих сил в сенат, Сулла увеличил число преторов до 8, а квесторов — до 20. Консулов Сулла обязал проводить год своего консульства в Италии, во избежание таких столкновений, какое было у него с Марием. Этим Сулла ослабил авторитет и военный характер консульства.

### Войны на востоке
Созданное римлянами против Карфагена царство Массиниссы процветало недолго. Споры между его потомками в третьем поколении привели к войне против Югурты и к увеличению, за счёт Нумидии, Римской африканской провинции. За 100 лет до н. э. Рим, с союзной ему Италией, был окружён сонмом из 10 провинций — 2 на италийских островах, 2 в Испании, 2 в стране галлов, 2 на Балканском полуострове, 1 в Африке и 2 в Азии (к Пергаму присоединилась занятая в 103 году до н. э. и организованная позднее в провинцию Киликия).
Последние две провинции имели характер гарнизонов: Пергам — на Эгейском море, Киликия — на Средиземном, в то время чрезвычайно страдавшем от морских разбойников. На греческом Востоке не было порядка и власти. Разноплемённая держава Селевкидов распадалась после удара, нанесённого ей римлянами при Магнезии; напрасно преемник Антиоха III старался насильственной эллинизацией восточных рас и народов сплотить их воедино; центробежные силы взяли вверх — евреи восстали, армяне и парфяне откололись, мелкие царьки по побережью Чёрного моря приобрели независимость.
Их всех перерос Митридат VI, царь Понта, в юго-восточном заливе Чёрного моря. Кавказский богатырь по природе, с усвоенным греческим лоском, он соединил горцев Закавказья и греческие колонии на Чёрном море в обширное Понтийское царство и стал мощным представителем разнородных элементов, сплотившихся на окраине цивилизованного мира, чтобы дать отпор Риму. Воспользовавшись смутой в Италии, вызванной восстанием союзников, Митридат занял своими войсками Малую Азию, явившись освободителем греческих городов, захватил острова архипелага, проник в Македонию и Афины и произвёл повсеместную резню римлян и италиков. Мстителем за Рим явился Сулла (87 год до н. э.), который почти на глазах враждебных ему марианских легионов разбил одно за другим два войска Митридата в Беотии (при Херонее и Орхомене), и затем высадился в Малой Азии. Новое царство распалось также быстро, как создалось; Митридат отказался от всех своих завоеваний в сфере римского влияния. Десять лет спустя по смерти Суллы, когда римляне приняли наследство царя Вифинии, Никомеда, и обратили его страну в провинцию, Митридат сделал новую попытку захватить Малую Азию. Она кончилась опять неудачно.
Разбитый Лукуллом, Митридат потерял даже Понт и искал убежища у своего зятя, армянского царя Тиграна. Напрасно Тигран собрал силы своего обширного царства против римлян; его войско было разбито Лукуллом при новой столице Армении, Тигранокерте, и при старой, Артаксате; лишь нежелание римских легионов следовать далее за Лукуллом позволило Митридату вернуться в Понт.
На место непопулярного Лукулла явился (в 67 году до н. э.) в блеске победы юный Помпей; в ночном нападении сокрушил он последние силы Митридата и преследовал его чрез Грузию до Куры. У подножия Кавказа Помпей остановился; ему предстояла задача организовать громадное пространство от Кавказа до Египта и от побережья до Евфрата, находившееся после падения Селевкидов в полном политическом хаосе.
Римляне внесли в этот хаос прочный порядок посредством свойственной им смешанной системы управления, при котором непосредственные провинции — Азия (западное побережье Малой Азии), Вифиния, Понт, Сирия и Крит — чередовались с вассальными царями и союзными городскими республиками. Затем счастливый соперник Помпея организовал на Римском Западе порядок, имевший ещё более важные и продолжительные последствия. Всемирно-историческое значение Юлия Цезаря заключается не только в том, что он создал и организовал императорскую власть в Риме, но и в том, что он открыл Римскому оружию и культуре дорогу на север и этим положил основание средневековому порядку и западноевропейской цивилизации.
Много лет Италия страдала от бесчисленных ватаг галлов, напиравших со всех сторон на Альпийский вал. Только что затихло это движение, приведшее галлов в Рим, в Дельфы и вглубь Малой Азии, как у границ Италии появилась первая грозная волна нового народного потока, более опасного для римлян. То были кимвры и тевтоны, сначала торжествовавшие над Римскими легионами, но наконец уничтоженные Марием в долине Роны (102) и По (101).

### Первый триумвират
Организация Суллы недолго его пережила: плебейские трибуны были слишком заинтересованы в восстановлении своей власти и тотчас после похорон Суллы обратились к консулам с просьбой об этом. Их агитация увенчалась успехом уже в 75 году до н. э., и вместе с тем возродился антагонизм между «партией» форума (популярами, или марианцами) и сенатской «партией» (оптиматами).
Среди вызванных этим смут возвысился военачальник Гней Помпей. Нелёгкая победа над марианцем Квинтом Серторием в Испании и более лёгкая над Спартаком, предводителем восставших рабов в Италии, доставили Помпею в 70 году до н. э. совместное с Марком Лицинием Крассом консульство, хотя он тогда ещё числился во всадниках, не будучи сенатором. Сулла был вынужден обстоятельствами захватить власть; Помпей стремился к ней, как к своему законному достоянию. Но, с другой стороны, он принадлежал к сенатской «партии», некоторая нерешительность удерживала его на стороне господствовавшего порядка; он желал диктатуры, но без насилия, из-за одного почёта.
Обстоятельства ему благоприятствовали: успехи морских разбойников побудили народного трибуна Авла Габиния провести в 67 году до н. э. закон о поручении Помпею истребить их. При этом ему был предоставлен maius imperium по всему восточному берегу Средиземного моря и на 70 миль от побережья внутри области, то есть на всём этом пространстве ему были подчинены провинциальные правители и войска. Исполнив блестящим образом это поручение, Помпей получил другое — усмирить Митридата Евпатора, что и повлекло за собой расширение территории Рима в Азии в 65—62 годах до н. э. (Сирия после свержения династии Селевкидов стала римской провинцией, а Армения, Иудея и Галилея — вассальными царствами).
Тем временем, после нескольких неудач на консульских выборах патриций Катилина попытался поднять популистское восстание против сената, но в декабре 63 года до н. э. действующий консул Марк Туллий Цицерон публично разоблачил конспираторов и тут же добился казни пятерых сенаторов-заговорщиков без суда.
В Азии Помпей играл роль восточного шах-ин-шаха, то есть царя царей. Его победы обогатили как римское государство, так и его лично — Помпей стал богаче Красса. Однако, вернувшись в Италию, он, согласно закону, сложил полномочия, распустил свои легионы и явился в Рим частным человеком. Вследствие этого легального образа действий он оказался бессилен и был принуждён протянуть руку Гаю Юлию Цезарю, ещё юному честолюбцу, не имевшему за собой военных заслуг и добивавшемуся консульства.
Так возник первый триумвират в составе Юлия Цезаря, Гнея Помпея и Марка Лициния Красса. Цезарь, фактически, получил единоличное консульство (59 год до н. э.), а Помпей добился утверждения своих распоряжений и награждения солдат (а также женился на дочери Цезаря, Юлии). В 58 году до н. э. Гай Юлий Цезарь был назначен проконсулом Иллирии, Цизальпийской и Трансальпийской Галлий на пять лет вместо традиционного года. После отбытия Цезаря Гней Помпей остался первым по почёту гражданином в Риме, но без реальной власти.

### Галльские войны
Римляне почувствовали новый напор германских племён: свевы, под предводительством Ариовиста, завладели гальской областью секванов и напирали на гельветов в современной Швейцарии, побуждая их искать новых земель в Галлии. Цезарь, став губернатором Галлии, немедленно атаковал их в 58 до н. э. Исполняя эту задачу, Цезарь за восемь лет стал властителем всей Галлии и Бельгии и своими походами через Ла-Манш в Британию и через Рейн указал своим преемникам программу дальнейшей римской политики. Сопротивление галлов было жестоко подавлено — последней крупной битвой стало поражение армии под предводительством Верцингеторига в 52 до н. э. в битве при Алезии.

### Диктатура Цезаря
Так как Цезарь не управился с Галлией в предоставленное ему пятилетие, то Помпей и Красс заключили с ним в 56 до н. э. новую сделку, в силу которой они получили совместное консульство, а по истечении его — провинции. Крассу досталась Азия, где он погиб в битве при Каррах с парфянами в 53 до н. э.; Помпей получил Испанию, которой он управлял из Рима. В 52 до н. э. после убийства Клодия Помпей был избран единственным консулом, с правом взять себе товарища.
Между тем сила его победоносного соперника в Галлии росла несоразмерно с его собственной; Помпей породнился с ним двойными узами, но смерть дочери Цезаря, на которой женился Помпей, ослабила эту связь. Всё ближе подходил роковой момент возвращения Цезаря и его неминуемого столкновения с сенатом. Помпей ждал и желал, чтобы обе стороны обратились к нему, как к главному руководителю судьбами Рима: но это не исполнилось. Сенат был не достаточно покорён авторитету Помпея; оставаться же безучастным зрителем борьбы Цезаря с сенатом — значило обречь себя на политическое ничтожество. Помпей принял сторону сената, но между ними не было достаточного единства, и Цезарь победил республику, в лице сената и Помпея. В лице Цезаря императорская власть выступает в Риме с такой определённостью и полнотой, что его имя стало у всех европейских народов высшим обозначением монархии. В Галлии он выказал себя великим полководцем и организатором; он создал независимую от сената армию, а своими обильными денежными средствами и щедростью составил себе в Риме и в самом сенате преданную ему партию.
Критическим для Цезаря вопросом было положение, ожидавшее его по истечении его проконсульства. Он не желал, возвеличив Рим своими победами и завоеваниями, явиться туда, подобно Помпею, простым гражданином, принуждённым искать милости сената, если бы против него были выдвинуты обвинения из-за его действий во время предыдущего консульства в 59 году до н. э. Поэтому он хотел заочно добиться нового консульства до окончания срока своего проконсульства, поскольку оба поста давали неприкосновенность против обвинений. Когда этот вопрос, после двухлетней борьбы, был решён против Цезаря, последний около 10 января 49 до н. э. с закалённым в боях войском перешёл через Рубикон, пограничную речку, отделявшую Цизальпинскую Галлию от тогдашней Италии. Считается, что он сделал это со словами «жребий брошен!».
Сенат и Помпей, не приготовившиеся к войне, были принуждены, оставив государственную казну в Риме, бежать за море в Диррахий. Цезарь преследовал Помпея и едва избежал поражения при осаде Диррахия, но в 48 до н. э. в битве при Фарсале в Фессалии разгромил войска Помпея. Сам Помпей бежал в Египет, но был там убит по приказу советников фараона Птолемея XIII. Его голова была выдана Цезарю по прибытии того в Египет. Цезарь вмешался в египетские династические распри и возвёл на трон брата фараона, Птолемея XIV, вместе с его сестрой Клеопатрой, с которой Цезарь вступил в любовную связь.
Вплоть до 45 до н. э. Цезарю пришлось усмирять приверженцев Помпея и сената в Африке и в Испании.
Победа Цезаря была полная, и тем замечательнее его отношение к побеждённым. Победы Рима издавна сопровождались истреблением противника; когда начались гражданские междоусобия, тот же принцип был применён и к римлянам. В первый раз победа обошлась в Риме без проскрипции; Цезарь не только был сам великодушен, но карал своих офицеров за грабёж; он твёрдой рукой сдерживал солдат и таких приверженцев, как Долабеллу, которые хотели воспользоваться смутным временем, чтобы избавиться от долгов. Всего важнее был для побеждённой республики вопрос, какое место захочет занять в ней победитель. Новое положение дела прежде всего выразилось в том, что победитель совместил в себе главные республиканские должности: он стал диктатором на 10 лет, что не мешало ему брать на себя иногда и консульство; затем он присвоил себе цензорскую власть, под именем praefectura morum, а так как он ввиду своего патрицианского происхождения не мог являться трибуном — то и трибунскую власть. Вместе с тем ему было предоставлено в сенате место между обоими консулами и право первому высказывать своё мнение, что обозначалось термином princeps senatus.
В этом выражалась чрезвычайная власть, предоставленная ему над всеми войсками и провинциями республики, тогда как вышеупомянутые республиканские должности имели отношение только к Риму или Италии. Помимо должностей и титулов, Цезарю были оказаны многочисленные почести (право постоянно носить лавровый венок и одеяние триумфатора, подавать знак для начала игр в цирке и т. п.), в том числе и религиозные: над его домом был поставлен fastigium — крыша храма; его именем назван пятый месяц года; сам он был вознесён в боги, как Iuppiter Iulius; его статуя была поставлена в храме и ему был дан особый жрец, flamen, какой состоял при трёх главных римских божествах. Почести эти были ему поднесены сенатом. Как и Сулла, Цезарь пополнил сенат и формально сохранил за ним прежнее положение; но, вопреки традиции, он включил в его состав многих из своих офицеров, не занимавших магистратур, и даже таких, которые были родом из Галлии. Он пользовался сенатом как своим орудием, делал, например, распоряжения от имени сената без его ведома (мы знаем это из слов Цицерона, получившего благодарственное письмо от царька Дейотара по делу, о котором он в сенате и не слышал). Также самовластно отнёсся Цезарь и к комициям: они остались, но половина магистратур, удвоенных Цезарем, замещалась по его рекомендации.
Зато он позаботился об экономических интересах римского народа: он продолжал раздачу хлеба, но уменьшил число получающих его до 150000, сделав из них постоянных государственных пенсионеров. Колонизационный вопрос он разрешил в грандиозных размерах и вывел 80000 колонистов в провинции, между прочим населив ими вновь Карфаген и Коринф, разрушенные за 100 лет перед тем. При Цезаре провинции впервые в римской истории становятся предметом государственной заботы. Закон Юлия вводит строгую отчётность в управление провинцией. Подготовляется систематическое слияние провинции с Римом; целые города или области получают или непосредственно право римского гражданства, или, как переходную ступень, латинское право; целый полк, навербованный из галлов — Alauda (жаворонок) — пожалован за храбрость римским гражданством; провинциалы становятся сенаторами и консулами. В политике Цезаря по отношению к провинциалам проявляется не только внимание к ним и благодарность за оказанные услуги, но и общая мысль о единстве государства и о его благосостоянии. Цезарь помышлял о кодификации римского права, осуществившейся лишь много лет спустя: он приступил к кадастральной описи всего государства, порученной трём знаменитым геометрам; с помощью александрийских астрономов он исправил календарь, который в этом виде и теперь ещё принят православной церковью. Он собирался прорыть Коринфский перешеек, он заводил общественные библиотеки и покровительствовал наукам.

### Убийство Юлия Цезаря
Но в положении Цезаря было ещё много неопределённого. В краткий промежуток между его возвращением в Рим после победы при Мунде и его смертью главный вопрос, всех тогда тревоживший — станет ли Цезарь царём — остался неразрешённым. Приверженцы старых римских традиций были недовольны. Сенат был обижен пренебрежительным к нему отношением Гая Юлия Цезаря, который однажды принял его на форуме, не встав со своего трибунала; патриоты глумились над сенаторами «в штанах», то есть галлами, видели оскорбление консульского звания в том, что Цезарь назначил нового консула в конце года, то есть на один день, и негодовали за то, что он сурово обошёлся с трибунами, сделавшими неприятное для него распоряжение. Всех этих недовольных возмущала мысль о царской власти Цезаря. Не было сомнения в том, что в кругах, очень близких к Цезарю, об этом думали; на празднестве Луперкалий действующий консул Марк Антоний поднёс Цезарю лавровую диадему, которую тот, услышав ропот народа, от себя оттолкнул и приказал отнести в храм Юпитера, «единственного царя римлян». В феврале 44 года до н. э. Цезарь назначил себя «пожизненным диктатором», а с 46 года в Риме жила Клеопатра с сыном диктатора, Цезарионом, что наводило на мысль о династических помыслах экс-триумвира (хотя Цезарь и не мог иметь законных детей от Клеопатры, негражданки Рима). При таком настроении созрел план убийства Цезаря, приведённый в исполнение заговорщиками под предводительством Брута и Кассия в мартовские иды (15 марта) 44 года до н. э.

### Второй триумвирати падение Республики
Биограф Юлия Цезаря, Светоний, особенно отмечает глубокое горе, в которое были повергнуты его убийством провинциалы; не менее повода имели бы к тому и сами римляне, над которыми разразилась кровавая усобица между заговорщиками и приверженцами диктатора, желавшими отомстить за его убийство. Марк Юний Брут, Гай Кассий Лонгин и другие убийцы Цезаря были вынуждены выехать в назначенные им ещё Цезарем и подтверждённые сенатом провинции. Одно время казалось, что сенат, руководителем которого стал Цицерон, займёт свою прежнюю первенствующую роль; и действительно, наследник покойного, юный Октавиан, обиженный Марком Антонием, примкнул к сенату. Но высланные сенатом против Антония консулы оба погибли в сражении; Октавиан, уступая требованию легионов Цезаря, примирился с Антонием и, приняв в общий союз другого цезарианца, Марка Эмилия Лепида, составил с ними второй триумвират. Первой жертвой этой политической сделки была сенатская «партия», подвергнувшаяся новой проскрипции, в которой погиб и Марк Туллий Цицерон. Брут и Кассий были разбиты при Филиппах, в Македонии, и лишили себя жизни.
Согласие между триумвирами поддерживалось некоторое время распределением между ними областей и браком между Антонием и Октавией, старшей сестрой Октавиана. После неудачи Лепида, обвинённого в захвате Сицилии и покинутого войсками, римский мир распался на две части. Антоний скоро подпал под чары Востока, над которым царствовал, и очаровавшей ещё Юлия Цезаря Клеопатры; он дал разводную Октавии и провинциями Востока стал распоряжаться в интересах Клеопатры. В 31 году до н. э. в морской битве при Акции, на границах Греции и Эпира, столкнулись силы соперников, споривших за господство над миром. Владетель западной его половины взял верх, и весь римский мир снова соединился под властью усыновлённого Цезарем Октавия, ставшего вследствие этого Гаем Юлием Цезарем Октавианом.
Проблема, не вполне разрешённая Цезарем, перешла к его наследнику. Способ разрешения этой задачи Октавианом обуславливался, главным образом, двумя обстоятельствами — его характером и историческим моментом. Октавиан был представителем римского национального типа, Цезарь стоял выше его. Цезарь верил в свой гений и в свою звезду и был поэтому смел до безумия; Октавиан усвоил себе принцип «спешить потихоньку». Цезарь соображал быстро, был находчив в речах и решениях; Октавиан, наоборот, никогда не приступал к серьёзному деловому разговору — даже с женой, на которой женился по любви, — не обдумав и не записав предварительно своих слов. Цезарь всегда стремился к великому; Октавиан имел в виду только возможное и полезное. Не меньшее значение имели и условия, в которые был поставлен Октавиан. Смерть Цезаря показала, какую силу сохраняли ещё в Риме республиканские традиции. Убийцами Цезаря были близкие к нему и облагодетельствованные им люди, принёсшие его в жертву своим республиканским идеалам; окровавленная тога Цезаря и его 23 раны всегда были пред взором Октавиана. Насколько Цезарь подавал повод думать, что он стремится к царской власти, настолько Октавиан методически уклонялся от единодержавия и диктатуры. Во всех его действиях проявляется какая-то рассчитанная медлительность и осторожность, чтобы не оскорбить республиканского чувства римлян.
Сами римляне обосновывали смену республиканского устройства государства на монархическое, прежде всего, волей богов и астрологией. С провиденциалистских позиций христианских историков периода домината гражданские войны времен поздней республики были развязаны по воле монотеистического христианского божества. Целью этих потрясений в римском обществе, по их представлениям, выявлялись, в конечном счете, изменения социальных стереотипов римлян с республиканских на монархические. Монархические социальные стереотипы были необходимы для зарождения христианской религии и рождения Иисуса в монархической среде как единственно приемлемой. Римские историки (за исключением Тита Ливия и Аппиана) демонстрировали свойственную римским социальным стереотипам военную доблесть и стремление к расширению границ республики и империи, что явилось ключевым фактором в оправдании историками принципата тезиса невозможности управления увеличивающимся государством и населением с помощью республиканских институтов. Обозначая начало гражданских войн убийством Тиберия Гракха в 133 г. до н. э., а общий упадок державы получением богатств вследствие взятия Карфагена и Коринфа в 146 г. до н. э., римляне не связывали эти факты с захватом римлянами последних стран с аристократическим и демократическим устройством. С момента падения Греции и Карфагена в 146 г. до н. э. и подпадания их под власть Рима уже не осталось ни аристократических, ни демократических государств, с которых римляне могли брать пример в подражании. Их окружали только царства, с их монархической формой правления и отношениями неравных в правах и перед законом граждан, а отношениями господства – подчинения в базовых социальных связях монарх – чиновники – подданные. Оставшись единственной республиканской страной в мире, римляне не смогли поддерживать республиканский строй, в основе которого была богиня Libertas.

## Государственное устройство

### Сенат
Сенат являлся высшим государственным органом Рима. Хотя никакими узаконенными функциями он не обладал, рекомендации сената (лат. senatusconsulta) обладали такой же силой, как и законы Республики. Его власть держалась, главным образом, на авторитете, и, кроме того, была подкреплена уважением к обычаям предков и религиозным пиететом.
Сенат эпохи развитой и поздней республики состоял из 300 сенаторов, обычно бывших высокопоставленных должностных лиц государства (магистратов) (в более отдалённые времена — родовых старейшин). Пополнением сената ведали цензоры, которые из числа бывших магистратов включали в его состав наиболее достойных. Власть сената распространялась на все сферы государственной жизни. В его исключительном распоряжении находилась казна. В сенате предварительно обсуждались все проекты законов и кандидатуры будущих магистратов. Кроме того, в его ведении находилась внешнеполитическая деятельность Республики.

### Куриатные комиции
- Куриатные комиции — собрания патрициев по куриям, восходящие к родовому строю. В царскую эпоху (VIII—VI века до н. э.) решали вопросы войны и мира и избрания царей. Созывались царями и интеррексами (верховными правителями в периоды междуцарствий). В эпоху республики, с появлением других видов комиций, потеряли политическое значение, сохранив формальное право вручения империя (то есть верховной власти) магистратам, а также право решения вопросов, связанных с отношениями между членами родов и фамилий, и дел религиозного характера.

### Центуриатные комиции
- Центуриатные комиции — собрания по центуриям, объединявшим и патрициев, и плебеев по принципу имущественного ценза. Согласно исторической традиции, были основаны в середине VI в. до н. э. Сервием Туллием. Изначально были собраниями воинов. Центуриатные комиции ведали вопросами войны и мира, избирали высших магистратов, исполняли судебные функции. Созывались высшими магистратами за померием на Марсовом поле. Каждый класс подразделялся на центурии. Созывались для избрания консулов, преторов, цензоров. Кроме того, использовались для прослушивания дел по государственной измене и одобрения законов, что, впрочем, не являлось основной их функцией.

### Трибутные комиции
- Трибутные комиции — собрания всех граждан по территориальным округам — трибам. Выросли из сходок плебса, где избирались народные трибуны и плебейские эдилы. В результате борьбы плебеев с патрициями с 287 до н. э. получили законодательную, а потом и судебную власть и право избирать всех низших магистратов, превратившись в важнейший вид народных собраний. Созывались консулами, преторами, диктаторами и народными трибунами на Форуме или на Марсовом поле. Представляло собой 35 триб, состоящих из всего населения Рима без различия по классам. Обычно если трибутное собрание созывались консулами или преторами, то оно проходило на Нижнем Форуме. Трибутное собрание могло избирать курульных эдилов, квесторов, военных трибунов, составлять и принимать законы. До учреждения Луцием Корнелием Суллой постоянных судов в трибутных комициях могли проводиться судебные процессы. В период Поздней Республики собиралось в основном для принятия законов и проведения выборов.

## Магистратура

### Магистрат — должностное лицо
Магистраты делились на:
1. Экстраординарные — диктаторы, интеррексы, начальники конницы при диктаторе, децемвиры, военные трибуны, триумвиры.
2. Ординарные — консулы, преторы, цензоры, квесторы, эдилы, народные трибуны.
3. Курульные — консулы, диктаторы, децемвиры, военные трибуны, триумвиры, преторы, цензоры, эдилы.
4. С империем (империй — высшая власть в римском государстве, которой наделяли только в особых случаях до принципата Октавиана Августа) — консулы, преторы, диктаторы, децемвиры, военные трибуны, триумвиры.
5. Высшие — все магистраты с империем, цензоры, народные трибуны.

### Служащие
Ниже магистратной лестницы находились служащие — ликторы, писцы, посыльные; и, так же, государственные рабы — тюремщики, палачи.

### Религиозные должности
- Великий понтифик, избирался трибами-выборщиками;
- 9 понтификов (ранее 5), избирались трибутными комициями и утверждались самой коллегией понтификов, осуществляли руководство всей религиозной организацией;
- Магистр авгуров;
- 9 авгуров (раннее 4), пополнялись кооптацией, 3 утверждались народом, осуществляли ауспиции (гадания);
- 15 квиндецемвиров (раннее 2) — хранители Сивилинных книг;
- 7 эпулонов (раннее 3) — организаторы священных пиров;
- 20 фециалов, пополнялись кооптацией;
- Великая Весталка;
- Весталки — жрицы Весты, назначались Великим Понтификом;
- Публичный магистр — главный гаруспик;
- 60 гаруспиков, осуществляли гадания;
- Магистр арвальских братьев;
- Промагистр арвальских братьев;
- Фламин арвальских братьев;
- Профламин арвальских братьев;
- 12 арвальских братьев, назначались магистром арвальских братьев;
- Пресул салиев;
- Ват салиев;
- Магистр салиев;
- Промагистр салиев;
- 12 салиев Марса — жрецы Марса;
- 12 салиев Квирина — жрецы Квирина;
- 30 курионов — религиозные лидеры курий;
- 30 куриальных фламинов;
- Магистр луперков;
- Луперки;
- Фратрекс братьев Аттиедиев;
- Фламин братьев Аттиедиев;
- Братья Аттиедии;
- 15 фламинов, избирались куриатными или трибутными комициями:
  - Фламин Юпитера (Flamen Dialis) — жрец Юпитера;
  - Фламин Марса (Flamen Martialis) — жрец Марса;
  - Фламин Квирина (Flamen Quirinalis) — жрец Квирина;
  - Фламин Карменты (Flamen Carmentalis) — жрец Карменты;
  - Фламин Цереры (Flamen Cerialis) — жрец Цереры;
  - Фламин Фалацера (Flamen Falacer) — жрец Фалацера;
  - Фламин Флоры (Flamen Floralis) — жрец Флоры;
  - Фламин Фуррины (Flamen Furrinalis) — жрец Фуррины;
  - Фламин Палатуи (Flamen Palatualis) — жрец Палатуи;
  - Фламин Помоны (Flamen Pomonalis) — жрец Помоны;
  - Фламин Портуны (Flamen Portunalis) — жрец Портуны;
  - Фламин Вулкана (Flamen Volcanalis) — жрец Вулкана;
  - Фламин Волтурна (Flamen Volturnalis) — жрец Волтурна.

## Римское общество республиканского периода
Основным социальным делением в Риме стало деление на свободных и рабов. Единство свободных граждан Рима (квиритов) некоторое время поддерживалось существованием их коллективной собственности на землю и рабов, принадлежавших государству. Однако со временем коллективная собственность на землю становилась фиктивной, общественный земельный фонд переходил к отдельным собственникам, пока, наконец, аграрный закон 3 года до н. э. не ликвидировал его, окончательно утвердив частную собственность.
Свободные в Риме распадались на две социально-классовые группы: имущую верхушку рабовладельцев (землевладельцев, торговцев) и мелких производителей (земледельцев и ремесленников), составлявших большинство общества. К последним примыкала городская беднота — люмпен-пролетарии. В силу того, что рабство поначалу имело патриархальный характер, борьба между крупными рабовладельцами и мелкими производителями, которые чаще всего сами обрабатывали землю и работали в мастерских, долгое время составляла основное содержание истории Римской республики. Только со временем противоречие между рабами и рабовладельцами выступает на первый план.
Рабы в период республики превращаются в основной угнетённый и эксплуатируемый класс. Главным источником рабства был военный плен. Так, после разгрома Карфагена в рабство было обращено 55 000 человек, а всего во II—I веках до н. э. — более полумиллиона (число римских граждан, имевших имущественный ценз, в это время не достигало 400 000).[10;49]
Большое значение как источник рабства имела широко развившаяся работорговля — покупка рабов за границей. В силу тяжёлого положения рабов меньшее значение имело их естественное воспроизводство. Можно отметить и то обстоятельство, что, несмотря на отмену Законом Петелия долговой кабалы, фактически она, правда, в ограниченных размерах, продолжала существовать. К концу периода республики получает распространение и самопродажа в рабство.
Рабы были государственные и частновладельческие. Первыми становилась большая часть военнопленных. Они эксплуатировались в рудниках и государственных мастерских. Положение частновладельческих рабов непрерывно ухудшалось. Если в начале римской истории, в период патриархального рабства, они входили в состав семей римских граждан и, целиком подчиняясь домовладыке, все же пользовались некоторой защитой сакрального (священного, основанного на религиозных верованиях) права, то в период расцвета республики эксплуатация труда рабов резко усилилась.
Античное рабство становится такой же основой римской экономики, как и труд мелких свободных производителей. Особенно тяжёлым было положение рабов в крупных рабовладельческих латифундиях. Положение рабов, занятых в городских ремесленных мастерских и домашнем хозяйстве, было несколько лучше. Значительно лучше было положение талантливых работников, учителей, актёров, скульпторов из числа рабов, многим из которых удавалось получить свободу и стать вольноотпущенниками.
Независимо от того, какое место занимал раб в производстве, он являлся собственностью своего хозяина и рассматривался как часть его имущества. Власть хозяина над рабом была практически неограниченной. Все произведённое рабом поступало хозяину: «что приобретается через посредство раба — приобретается для господина».[9;62] Хозяин же выделял рабу то, что считал необходимым для поддержания его существования и работоспособности.
Рабовладельческие отношения определяли общую незаинтересованность рабов в результатах своего труда, что в свою очередь заставляло рабовладельцев искать более эффективные формы эксплуатации. Такой формой стал пекулий. Пекулий позволял хозяину более эффективно использовать своё имущество для получения дохода и заинтересовывал раба в результатах своего труда.
Другой формой, зародившейся в период республики, был колонат. Колоны были не рабами, а арендаторами земли, попадавшими в экономическую зависимость от землевладельцев и в конечном счёте прикреплявшимися к земле. Ими становились обедневшие свободные, вольноотпущенники и рабы. У колонов было личное имущество, они могли заключать договоры и вступать в брак. Со временем положение колона становится наследственным. Однако в рассматриваемый период колонат, как и пекулий, ещё не получил большого распространения.
Неэффективность рабского труда привела в конце республиканского периода к массовому отпуску рабов на волю. Вольноотпущенники оставались в определённой зависимости от своего бывшего хозяина, превратившегося в их патрона, в пользу которого они были обязаны нести определённые материальные и трудовые повинности и который в случае их бездетности наследовал их имущество. Однако, развитие этого процесса в период, когда рабовладельческий строй ещё развивался, противоречило общим интересам господствующего класса, и поэтому в 2 году до н. э. был издан закон, ограничивший эту практику.
По статусу гражданства свободное население Рима делилось на граждан и иностранцев (перегринов). Полную, правоспособность могли иметь только свободнорождённые римские граждане. Помимо них к гражданам относились вольноотпущенники, но они оставались клиентами бывших хозяев и были ограничены в правах.
По мере развития имущественного расслоения возрастает роль богатства в определении положения римского гражданина. В среде рабовладельцев в конце III—II веках до н. э. возникают привилегированные сословия нобилей и всадников.
В высшее сословие (нобили) входили самые знатные патрицианские и богатые плебейские роды. Экономической базой нобилей было крупное землевладение и громадные денежные средства. Только они стали пополнять сенат и избираться на высшие государственные должности. Нобилитет превращается в замкнутое сословие, доступ в которое новому человеку был практически невозможен и которое ревниво охраняло свои привилегии. Только в редких случаях люди, не принадлежавшие к нобилитету по рождению, становились высшими должностными лицами.
Второе сословие (всадники) образовалось из торгово-финансовой знати и землевладельцев средней руки. В I веке до н. э. развивается процесс слияния нобилей с верхушкой всадников, получивших доступ в сенат и на важные судебные должности. Между отдельными и их представителями возникают родственные отношения.
По мере расширения пределов Римского государства число свободных пополнялось за счёт жителей Апеннинского полуострова (полностью завоёванного к середине III века до н. э.) и других стран. Они отличались от римских граждан по своему правовому положению. Жители Италии, не входившие в римскую общину (латины), вначале не пользовались всеми правами римских граждан. Они делились на две группы — древние латины и латины колоний.
За первыми признавались имущественные права, право выступать в суде и вступать в брак с римскими гражданами. Но они были лишены права участвовать в народных собраниях. Латины, жители колоний, основанных Римом в Италии, и некоторых её городов и областей, заключивших с Римом договоры о союзе, пользовались теми же правами, что и древние латины, за исключением права вступать в брак с римскими гражданами. В дальнейшем в результате союзнических войн (I век до н. э.) всем латинам были предоставлены права римских граждан.
Второй категорией свободных, не имевших прав римских граждан, были перегрины. К ним относились свободные жители провинций — стран, находящихся вне Италии и завоёванных Римом. Они должны были нести налоговые повинности. К перегринам относились также свободные жители иностранных государств. Перегрины не имели прав латинов, но получили имущественную правоспособность. Для защиты своих прав они должны были избирать себе покровителей — патронов, в отношении которых находились в положении, мало отличавшемся от положения клиентов.
Статус семьи означал, что полной политической и гражданской правоспособностью пользовались только главы римских семей — домовладыки. Остальные члены семьи считались находящимися под властью домовладыки. Последний был лицом «собственного права», члены же его семьи назывались лицами «чужого права»- права домовладыки. Вступая в имущественные правоотношения, они приобретали имущество не для себя, а для него. Но ограничения в частном праве не влияли на их положение в публичном праве. К тому же эти ограничения стали ослабевать, стало признаваться право членов семьи на приобретение собственного имущества.
Правовое положение лица изменялось с утратой того или иного статуса. Наибольшие изменения происходили с утратой статуса свободы (плен, обращение в рабство). Она означала потерю и статусов гражданства и семьи, то есть полную потерю правоспособности. С утратой статуса гражданства (изгнание) терялась правоспособность гражданина, но сохранялась свобода. И, наконец, утрата статуса семьи (в результате, например, усыновления главы семьи другим лицом) вела к потере только «собственного права».

## Римская культура эпохи Республики
Археологические раскопки, проведённые в середине XIX века, показали, что наиболее ранние поселения на территории Рима датируются X веком до нашей эры. Фактически же статус города Рим получил двумя столетиями позже, когда два самых многочисленных племени, заселявших пойму реки Тибр, объединились в единую городскую общину.
С этого времени начинается эпоха правления Рима царями-этрусками. В конце VI века до нашей эры этруски были изгнаны с большей части территории Италии, в том числе и из Рима. Именно этот момент и является точкой отсчёта Римской республики.
В течение трёх столетий Рим находился под управлением монархов-патрициев, однако в III веке до нашей эры власть в результате нескольких переворотов перешла к нобилитету (группе римских аристократов). Во время их правления происходит окончательное подчинение этрусков. В течение последующего столетия Рим подчиняет своему влиянию крупнейшие античные центры — Карфаген и Афины. «Римляне покорили своей власти почти весь известный мир. — писал во II веке до н. э. выдающийся греческий историк Полибий, — и подняли своё могущество на такую высоту, какая немыслима была для предков и не будет превзойдена потомками».
Как это часто бывало в античной истории, завоеватели перенимали и интегрировали культуру подчинённых народов. Это произошло и с Римом: огромное влияние на культуру и искусство последнего оказали этрусские и греческие традиции и художественные школы. У этрусков римские правители переняли также и социальное устройство (в частности, деление граждан на сословия — касты) и военную организацию. Фактически, до конца II века до нашей эры этрусская культура оказывала доминирующее влияние на развитие Рима.
С другой стороны, огромным оказалось влияние и эллинской культуры. Римский поэт Гораций говорил: «Греция, взятая в плен, победителей диких пленила, в Лаций суровый внеся искусства…» Достаточно упомянуть, что греческий язык становится языком высшего сословия.